# 16459 Барт
16459 Барт (16459 Barth) — астероїд головного поясу, відкритий 28 листопада 1989 року.
Тіссеранів параметр щодо Юпітера — 3,485.